# Academia militar de Kananga
La Academia Militar de Kananga (en francés: Académie militaire de Kananga), también llamada Escuela de Formación de Oficiales (en francés: Ecole de formation d'officiers de Kananga) es la escuela de formación de oficiales militares de las Fuerzas Armadas de la República Democrática del Congo y anteriormente de Zaire, ubicada en la provincia de Kananga. La academia fue cerrada en 1990, después de que el Reino de Bélgica pusiera fin a su cooperación militar con Zaire y se reabrió en 2011 con la ayuda de la Unión Europea. Los cadetes entrenan durante tres años en la academia militar antes de ser enviados a un centro de formación de especialización militar. Oficiales de otros países africanos también actúan como instructores militares.
- Joseph Damien Tshatshi, soldado y revolucionario.
- Baudoin Liwanga Mata, almirante y exjefe de Estado Mayor[3]
- Delphin Kankolongo, cadete y oficial de la academia militar de Kananga.
- Didier Etumba Longila, exjefe del Estado Mayor Conjunto de las Fuerzas Armadas de la República Democrática del Congo.